# Otti Berger

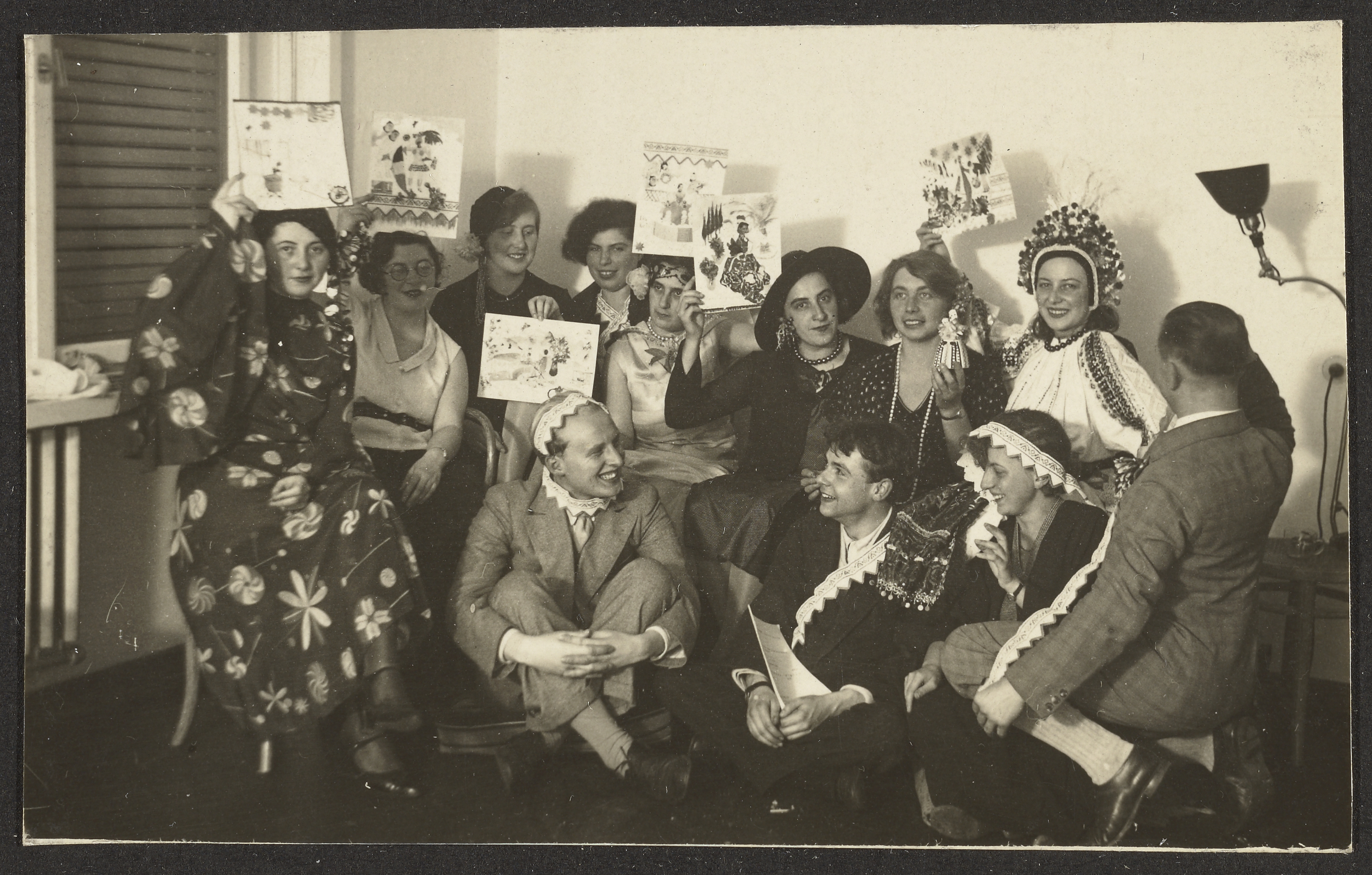
Otti Berger (auf dem Bild rechts oben, 1930)

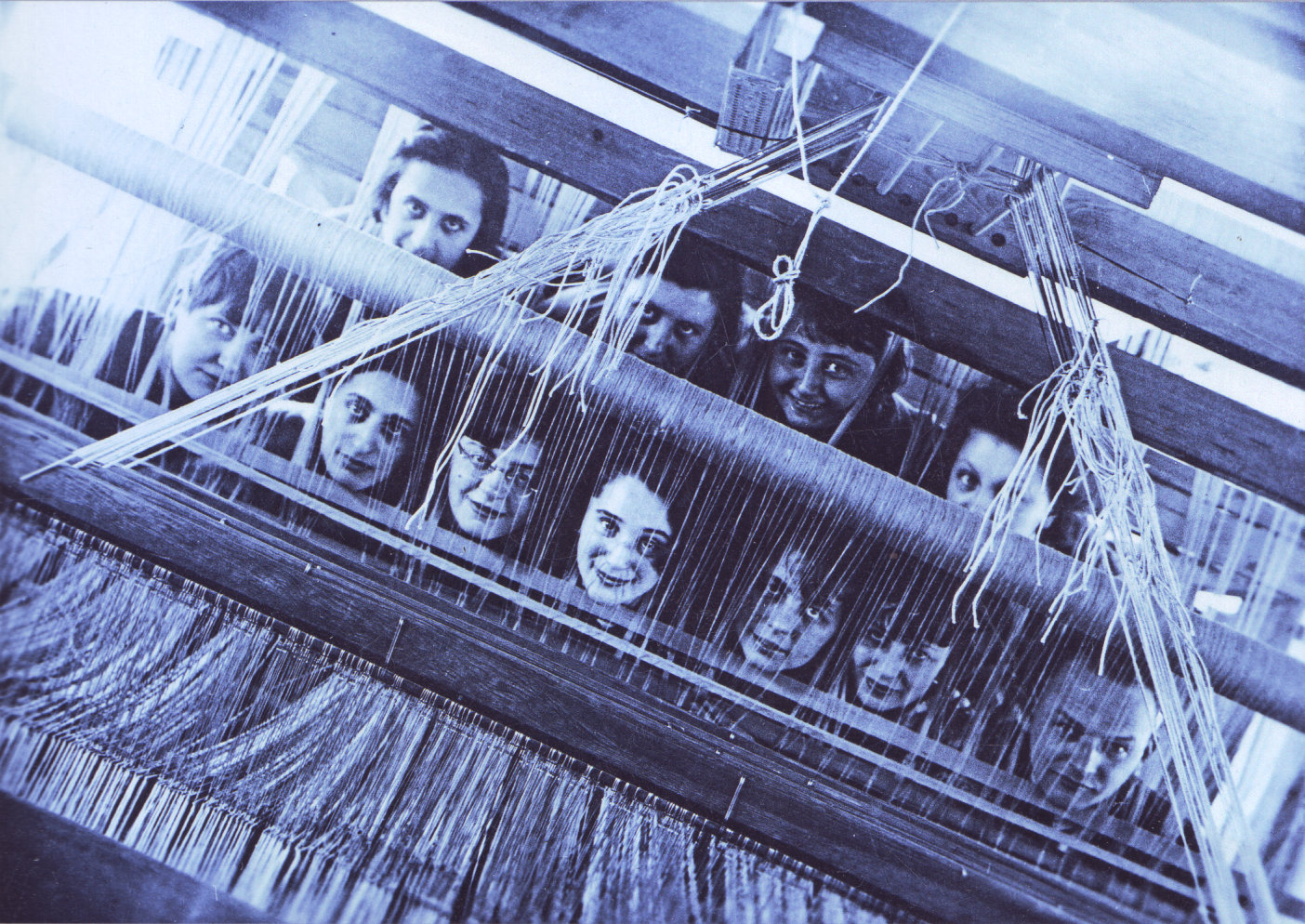
Gruppenbild mit Otti Berger (obere Reihe, 2. von rechts, neben Webmeister Kurt Wanke), Webereiklasse Bauhaus Dessau

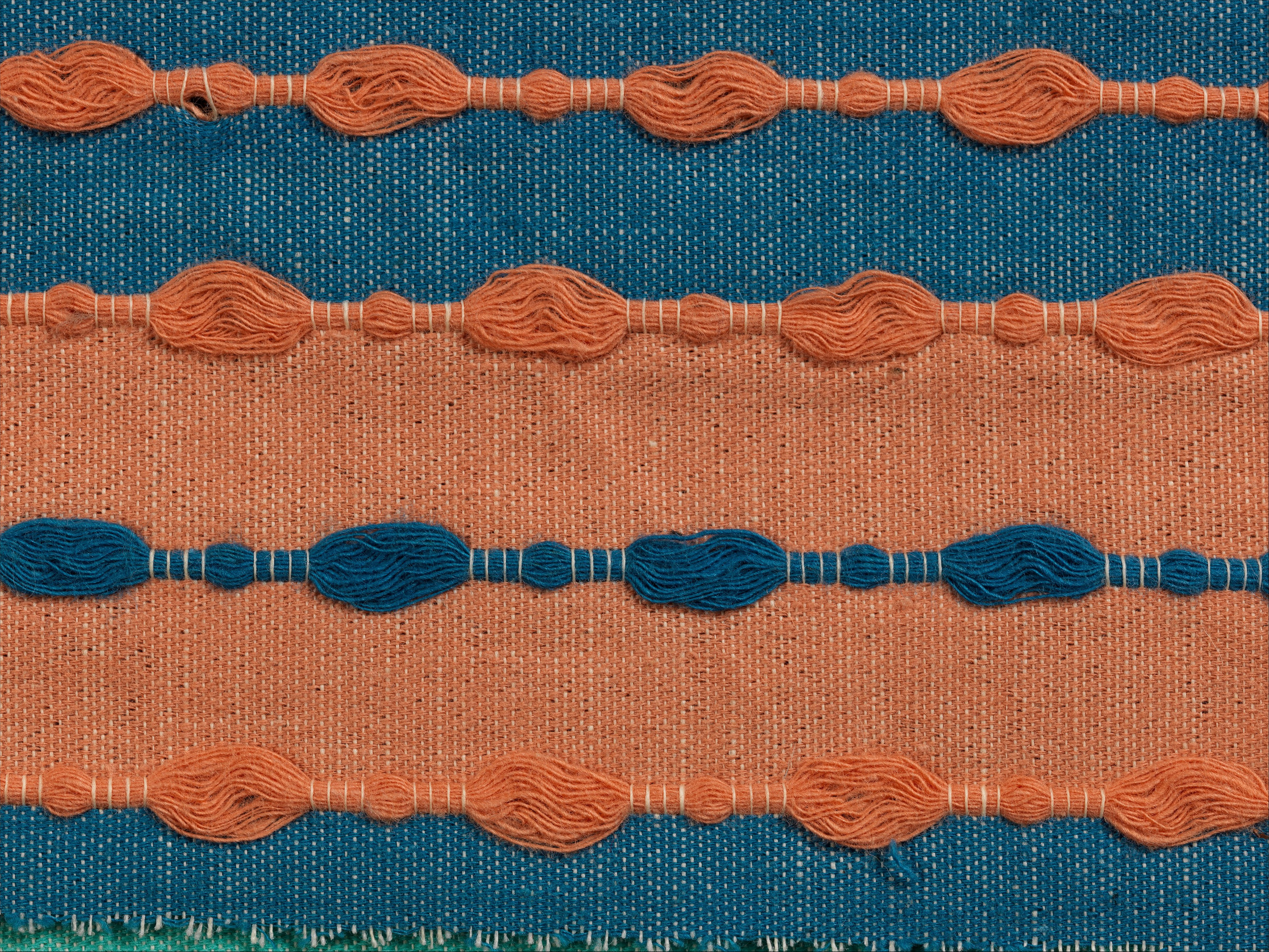
Webstück von Otti Berger

Otti Berger (geboren 4. Oktober 1898 als Otilija Ester Berger in Zmajevac / Baranja, Österreich-Ungarn; gestorben nach dem 3. Mai 1944 im KZ Auschwitz) war eine Textilkünstlerin und Weberin.

## Leben
Als Otti Berger 1898 geboren wurde, gehörte ihr Heimatort Zmajevac noch zum Vielvölkerstaat Österreich, ab 1918 zum Königreich Jugoslawien. Der Ort ist auch unter seinem ungarischen Namen Vörosmart bekannt, weshalb sie manchmal auch als „ungarische Künstlerin“ bezeichnet wird. Ihre schulische Ausbildung erhielt sie an der höheren Mädchenschule Wien.
Von 1922 bis 1926 besuchte Otti Berger die Kunstakademie und Kunstgewerbeschule in Zagreb, die sie später als „geistlose Stätte der Überlieferung“ bezeichnete. Im Januar 1927 immatrikulierte sie sich zum Studium am Bauhaus Dessau, wo drei Lehrkräfte sie maßgeblich förderten: Paul Klee (neben Wassily Kandinsky der wichtigste Lehrer für künstlerische Formen- und Farbenlehre), die mit ihr befreundete Weberin und Textildesignerin Gunta Stölzl (seit 1927 Leiterin der Bauhaus-Weberei) und László Moholy-Nagy (bis 1928 Leiter des Vorkurses und der Metallwerkstatt).
Im Wintersemester 1927 wurde sie Mitglied der Werkstatt für Weberei am Bauhaus. Nach einem Außensemester im Sommer 1929 an der Webschule Johanne Brunsson in Stockholm nahm sie ab November 1929 eine halbe Stelle als Mitarbeiterin der Weberei am Bauhaus an. Während des Sommers 1930 vertrat sie zusammen mit Anni Albers die Leiterin Gunta Stölzl, die ein Kind bekommen hatte. Hauptziel der Arbeit in der Weberei war nicht die Herstellung künstlerisch individuell gestalteter Einzelstücke, sondern in der Entwicklung reproduzierbarer Stoffe und Muster. So vollzog sich in der Unterrichtspraxis der Wandel von der Handweberei zum Textildesign. Aus einem Empfehlungsschreiben Gunta Stölzls vom 9. September 1930 geht hervor, wie begeistert die Dozentin von den Arbeitsergebnissen ihrer neun Jahre jüngeren Studentin war:„… sie gehören zu den Besten, die in der Abteilung geleistet werden“.
Schon während ihres Studiums entwickelte Otti Berger programmatische Ideen für den neuen Weg der Bauhaus-Weberei, die ein synästhetisches Empfinden offenbaren: „Eine Flügeldecke zum Beispiel kann an sich schon Musik sein, fließend, harmonisch, voll Melodien und Schwingungen“, schrieb sie 1930 in ihrem Aufsatz Stoffe im Raum. Das Überschreiten traditioneller Wahrnehmungs- und Ausdrucksformen war für Berger so wichtig, da sie aufgrund einer Erkrankung fast taub war, und so ein sensibles Tastvermögen entwickelte.
Im Oktober 1930 absolvierte sie die Weber-Gesellenprüfung bei der Handwerkskammer in Glauchau/Sachsen, woraufhin sie im November desselben Jahres das Bauhaus-Diplom erhielt.
Von November 1930 bis Mai 1931 arbeitete Otti Berger als künstlerische Mitarbeiterin bei der Gardinenweberei Fischer und Hoffmann in Zwickau. Ab Mai 1931 bis Oktober 1931 war sie bei Websky, Hartmann & Yiesen, Tischdecken und Leinenweberei in Wüstewaltersdorf tätig. Im Oktober 1931 wurde ihr die Leitung der Weberei am Bauhaus Dessau übertragen, wo sie vorerst bis Februar 1932 unterrichtete; die Stelle wurde bis zum 31. März 1932 verlängert. Nachdem Lilly Reich die Leitung der Weberei übernommen hatte, erhielt Berger einen Vertrag als stellvertretende Leiterin. Im November 1932 eröffnete Berger ein eigenes Textil-Atelier „laboratorium und versuchswerkstatt. stoffe für bekleidung, möbel, vorhang-, wandbekleidung und bodenbelag“ in Berlin. Seit dieser Zeit war Otti Berger mit dem Stadtplaner Ludwig Hilberseimer liiert.
Nach der Machtergreifung Adolf Hitlers arbeitete sie ab 1933 mit Wohnbedarf Zürich und der Weberei De Ploeg, Bergeijk/Niederlande zusammen, die Stoffe nach ihren Entwürfen produzierten. 1935 beantragte Berger die Aufnahme in die Reichskammer der bildenden Künste und wurde aufgrund ihrer jüdischen Wurzeln abgelehnt. Ab Mai 1936 erhielt sie Berufsverbot als Kunsthandwerkerin. Nach mehreren kurzen Aufenthalten in London ab September 1937, wo sie keine Arbeit fand und sich wegen fehlender Englischkenntnisse isoliert fühlte, kehrte Otti Berger nach Jugoslawien zu ihrer Familie zurück, da ihre Mutter erkrankt war. Ein Emigrationsversuch in die USA – László Moholy-Nagy hatte sie 1938 eingeladen, an seinem New Bauhaus in Chicago zu unterrichten – scheiterte, da sie kein Visum mehr erhielt. Aus dem Jahr 1941 ist ein Brief erhalten, in dem sie die häusliche Enge beklagte und berichtete, immer noch auf eine Ausreisemöglichkeit zu hoffen und an einem Teppich zu arbeiten.
Aus 2005 durch Yad Vashem veröffentlichten russischen Unterlagen wurde ersichtlich, dass Otti Berger mit ihrer Familie wohl ohne vorherige Internierung in einem anderen Lager direkt in das Vernichtungslager Auschwitz deportiert wurde. Als Todesdatum ist der 27. April 1944 angegeben, nur ihr jüngerer Bruder überlebte die Shoah.

## Ehrungen

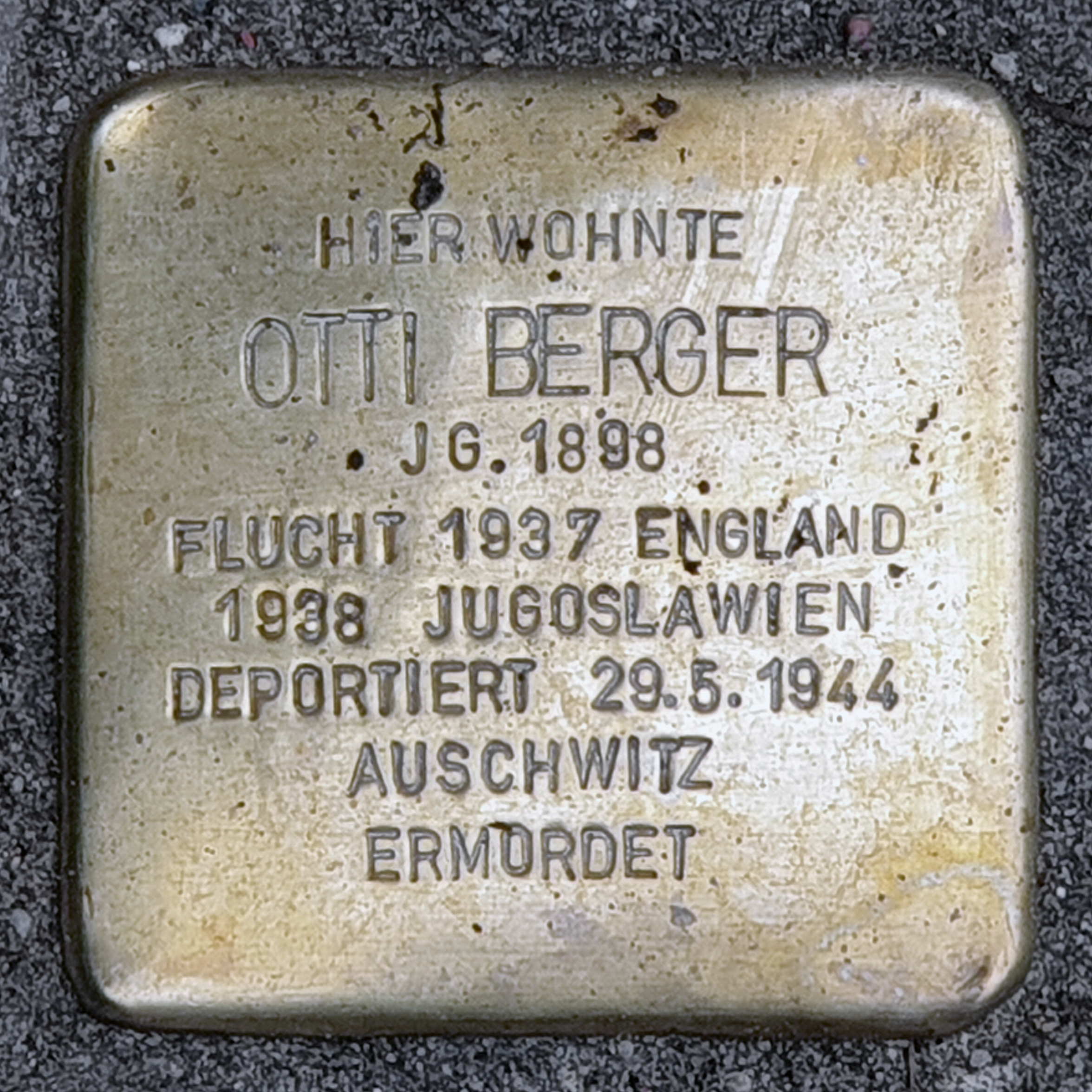
Stolperstein am Haus, Fasanenstraße 13, in Berlin-Charlottenburg

- Im Bremer Stadtteil Neustadt wird eine Straße nach ihr benannt werden.[6]
- Am 24. Juni 2023 wurde vor ihrem ehemaligen Wohnort, Berlin-Charlottenburg, Fasanenstraße 13, ein Stolperstein verlegt.